# Eleccions regionals de Sicília de 1955
Les eleccions regionals per a renovar l'Assemblea Regional de Sicília se celebraren el 5 de juny de 1955. La participació fou del 86,9%.
| ← Eleccions regionals de Sicília, 1955 →    |           |        |        |
| Partits                                     | vots      | %      | escons |
| Partit Democràtic Cristià                   | 897.397   | 38,6%  | 39     |
| Partit Comunista Italià (PCI)               | 482.793   | 20,8%  | 20     |
| PNM-PMP                                     | 295.745   | 12,7%  | 8      |
| Partit Socialista Italià (PSI)              | 225.720   | 9,7%   | 10     |
| Moviment Social Italià (MSI)                | 222.419   | 9,6%   | 8      |
| Partit Liberal Italià (PLI)                 | 91.980    | 4,0%   | 3      |
| Aliançza Democràtica Socialista Republicana | 60.212    | 2,6%   | 2      |
| Partit Socialista Democràtic Italià (PSDI)  | 12.139    | 0,5%   | -      |
| altres                                      | 37.627    | 1,5%   | -      |
| Total                                       | 2.326.032 | 100,00 | 90     |

Fonts: Ministeri del l'Interior, ISTAT i Assemblea Regional Siciliana